# تشارلز كلارك (لاعب كريكت نيوزلندي)
تشارلز كلارك (13 يوليو 1883 في نيوزيلندا - 6 أغسطس 1970) (بالإنجليزية: Charles Clark)‏ هو لاعب كريكت نيوزلندي.

## وصلات خارجية
- تشارلز كلارك على موقع إي آس بي آن كريك إنفو (الإنجليزية)